# Пюре

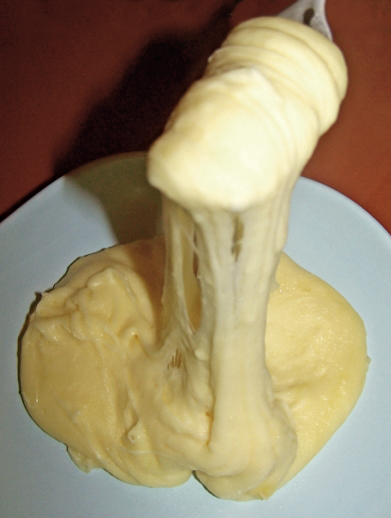
Пюре

Пюре́ (фр. purée), укр. м'я́чка, товмачі́ — перетерті або розім'яті харчові продукти.
Також можливе як визначення сухих порошків промислового виготовлення для подальшого розведення водою та приготування пюре (наприклад «сухе картопляне пюре»). У повсякденному житті найчастіше пюре використовується як гарнір до м'ясних страв. З огляду на те, що протерті продукти легко засвоюються організмом, пюре — один з основних видів дитячого харчування (з шестимісячного віку). Для цього використовуються фруктові, овочеві, м'ясні види пюре.